# Sénécionine

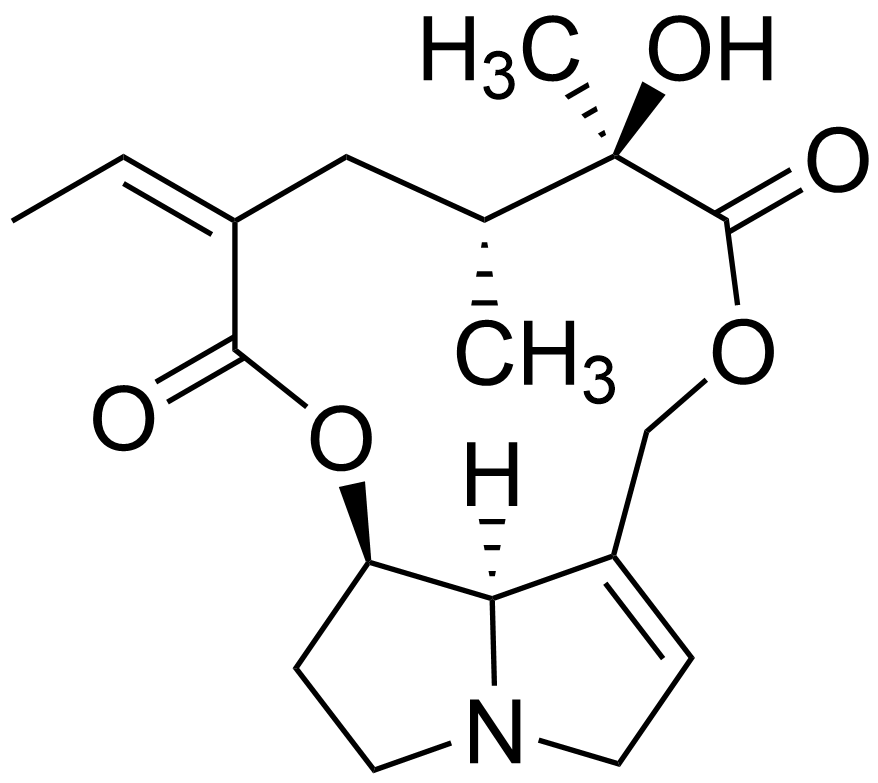
Structure de la molécule de sénécionine.

La sénécionine est un alcaloïde pyrrolizidinique toxique isolé chez diverses espèces de plantes. Son nom dérive de celui du genre Senecio. De nombreuses espèces de ce genre contiennent de la sénécionine, notamment Jacobaea vulgaris (Senecio jacobaea). Cette molécule a été également isolée de plusieurs autres espèces et genres de plantes, telles que Brachyglottis repanda, Emilia, Erechtites hieraciifolius, Petasites, Syneilesis, Crotalaria, Caltha leptosepala et Castilleja.
Ce composé est toxique et sa consommation peut entraîner des lésions hépatiques, le cancer et des intoxications (alcaloïdose). La consommation de plantes qui en produisent a entraîné des intoxications, tant chez l'homme que chez l'animal.

## Toxicité
Comme les autres alcaloïdes pyrrolizidiniques, la sénécionine est toxique lorsqu'elle est ingérée. La molécule ingérée est une protoxine qui est métabolisée en sa forme active. 
En grande quantité, l'ingestion peut entraîner des maladies graves, notamment des convulsions et la mort. Des études chez les rongeurs ont montré une DL50 de 65 mg/kg. En plus petites quantités non létales, l'ingestion peut entraîner une intoxication chronique, bien que les signes cliniques et les symptômes ne se manifestent que des mois après l'exposition en fonction du niveau d'exposition.
L'ingestion peut entraîner des lésions à la fois du foie et de l'ADN. 